# Bilbao Exhibition Centre
El Bilbao Exhibition Centre (BEC) (en basc Bilboko Erakusketa Zentroa) és un recinte firal de Bilbao construït a Barakaldo. La construcció va començar l'any 2002, en un solar on hi havia hagut Altos Hornos de Vizcaya (en basc Bizkaia Labe Garaiak) (AHV). Disposa des de la seva obertura d'una planta fotovoltaica que ja té instal·lada a les seves instal·lacions des del 2004, i en 2022 es va anunciar la seva ampliació per a superar 1 MW de producció.